# Пихта испанская
Пи́хта испа́нская (лат. Ábies pinsapo) — дерево; вид рода Пихта семейства Сосновые.

## Распространение
В диком виде произрастает в южной части Испании, в провинции Малага, в горах Кордильера-Бетика, на высотах 900—1700 над уровнем моря. Несколько местонахождений имеется в горах северного Марокко (хребет Эр-Риф).
Используется в озеленении. Широко распространена в парках Южного берега Крыма, в Саках, Отузах, Феодосии, Симферополе. Изредка встречается в садах и парках Черноморского побережья Кавказа — от Туапсе до Батуми. Также отмечается в Тбилиси (в ботаническом саду), в Одессе, Самарканде.

## Ботаническое описание

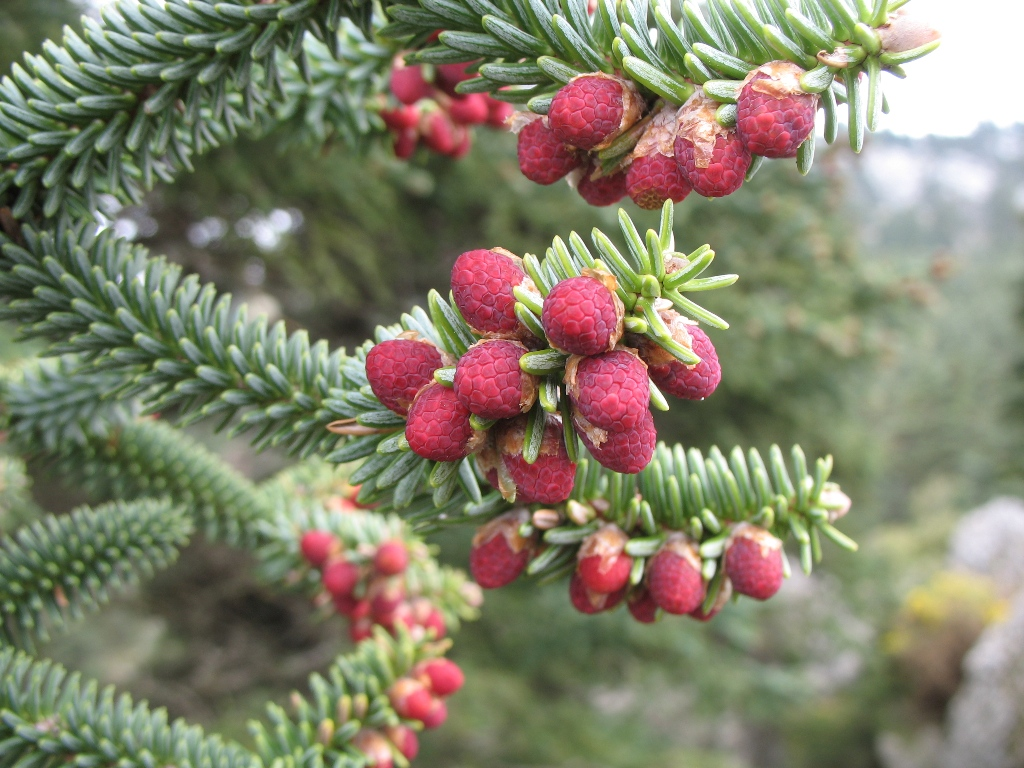

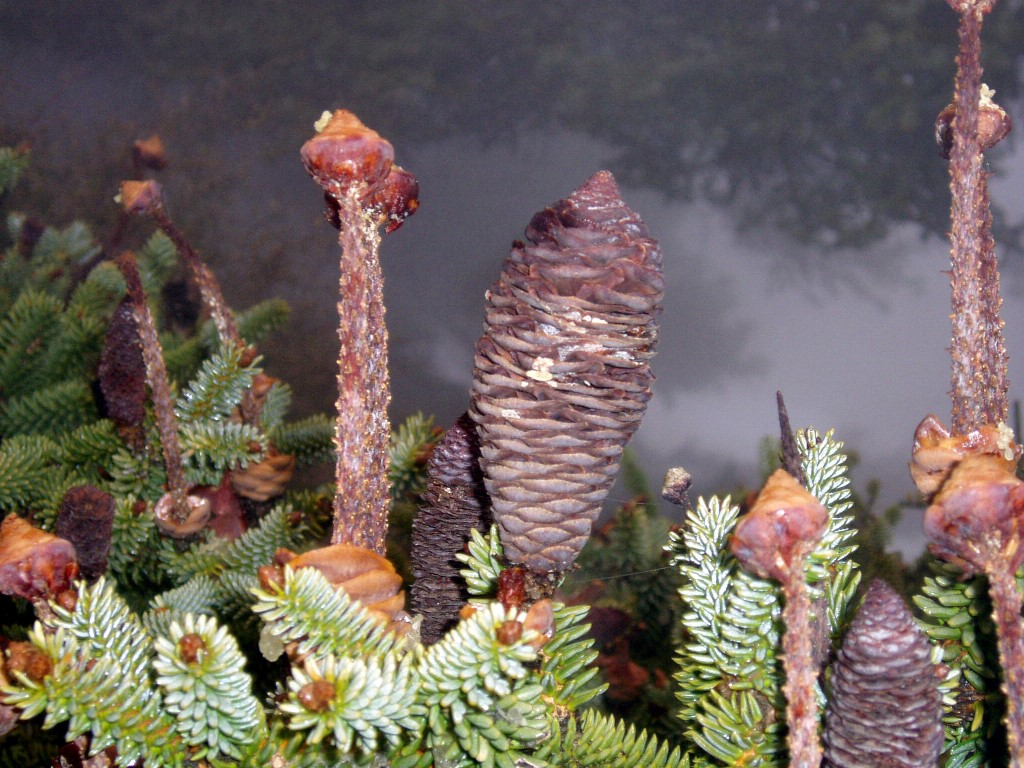

Вечнозелёное дерево до 25 метров высотой, с низко опущенной пирамидальной кроной. Диаметр ствола до 1 метра.
Кора шероховатая. Шишки направлены всегда вверх, длиной 15—18 см.
Хвоя жесткая, толстая, остроконечная или тупая, сизовато-зелёного цвета, длиной 1—1,5 см отходит от побегов равномерно во все стороны. 
Хвоя распределена вокруг побега равномерно, что резко отличает её от других видов пихт.
Мужские соцветия яйцевидно-округлые, тёмно-пурпурного цвета. Появляются в апреле.

## Экология
Скорость роста умеренная. Относится к светолюбивым видам. К почвам не требовательная, может произрастать, как на песчаных почвах, так и на сухих известковых почвах при невысокой влажности воздуха. Особенно засухоустойчива голубая форма. Наиболее теплолюбивая из всех средиземноморских пихт.
В Никитском ботаническом саду один из экземпляров пихты испанской в возрасте 90 лет достиг высоты 17 метров, при диаметре ствола 67 см.

## В культуре
Дерево обладает высокой декоративностью. Рекомендуется к использованию в виде одиночных деревьев на газоне. Интересна посадка групп деревьев с различной окраской хвои. Может использоваться в аллейных посадках.
На территории бывшего СССР рекомендуется к использованию на Южном берегу Крыма, это лучший из видов пихт для этого региона. На Черноморском побережье Кавказа страдает от избытка влаги. Может применяться на крайнем юге Средней Азии, и частично в юго-западной, Прикарпатской и Закарпатской Украине (при условии зимней защиты в молодом возрасте).

## Формы и сорта
- f. fastigiata hort. Колонновидная форма, ветви направлены вверх, отходят под острым углом[2].
- f. pyramidata hort. Низкорослая форма с форма, ветви приподняты вверх более широко, чем у видовых растений[2].
- f. pendula Beissn. Плакучая форма[2].
- f. glauca Carr. Форма с сине-зелёной хвоей[2].
- f. argentea Beissn. Форма с серебристой хвоей[2].
- f. variegata hort. Форма с пёстрой хвоей. Часть хвои желтоватая, часть зелёная[2].
- 'Horstmann'
- 'Kelleriis'
- 'Kelleriis'